# John Lyly
John Lyly (ur. ok. 1554, zm. 18 listopada 1606 w Londynie) – angielski prozaik i dramaturg.
Najbardziej znanym jego dziełem jest romans Euphues (1578-1580), w którym wprowadził ozdobny styl metaforyczny zwany eufuizmem (ang. euphuism z gr. euphyés "dobrze, naturalnie przysposobiony"). Był też twórcą komedii dworskich pisanych prozą, takich jak Alexander and Campaspe (1583), Sapho and Phao (1584), Endimion (1591).